# Галахов Микола Миколайович
Галахов Микола Миколайович (рос. Галахов Николай Николаевич;  29 травня, 1928, Казань) — російський художник пейзажист. Заслужений  художник РРФСР

## Життєпис
Народився в місті Казань.
З 1942 року опановував художню освіту в Казанському художньому училищі. По закінченню училища в 1947 році перебрався в Ленінград, де став студентом першого курсу тодішнього Ленінградського інституту живопису, скульптури і архітектури імені Рєпіна. Серед учителів Галахова -
- Овсянников Леонід ()
- Серебряний Йосип Олександрович (1907—1979)
- Білоусов Петро Петрович (1912—1989)
- Мешков Василь Васильович (1893—1963)
- Непринцев Юрій Михайлович(1909—1996).

Дипломний твір митця — «Поет Некрасов на Волзі». В період 1954 —1956 років Микола Галахов був аспірантом Ленинградського інституту живопису, скульптури й архітектури імені Рєпіна. Участь у першій вистаці — в 1949 році.

## Подорож до Сибіру
Художник розробляв різні жанри, серед яких - 
- пейзаж,
- побутовий жанр тощо. Робив спроби в техніках олійний живопис, темпера, пастель, працював графіком. 1955 року за серію створених пейзажів, написаних під час подорожі річкою Волгою, був прийнятий до Ленинградської спілки радянських художників. В кінці 1950-х років відвідав Сибір, був на озері Байкал.

## Особисте відкриття Карелії
З 1960-х років художник відкрив для себе природу Карелії, її озера, темні ліси, в контраст з якими — палаючі фарби неба в часи заходів соня чи північного сяйва. Серед відкриттів художника — невелике місто Кемь, яке уславилось власною школою дерев'яної архітектури. Дерев'яний Успенський собор (Кемь), відома пам'ятка  дерев'яної архітектури початку 18 століття з трьома дахами-шатро, був ровесником Преображенської церкви в Кижах. Серед картин карельської серії і «Місто Кемь. Стара церква», 1982. Художник створив декілька пейзажів як в самій Кемі, так і на її околицях.
1988 року Микола Миколайович Галахов отримав почесне звання Заслужений художник РСФСР. Дві останні персональні виставки художника пройшли  в 1988 і в 2010.

## Вибрані твори
- «Пристань на Волзі », 1954
- «Вечір. Устя річки Ками », 1954
- «Липень», 1955
- «Сибірське село »
- «Село в Сибіру», 1959
- «Переправа», 1960
- «На березі Байкала», 1960
- «Будівництво в Сибіру», 1962
- «На шляхах Карелії»
- «Карелія. Село Умба », 1969
- «Літо. Річка Ветлуга », 1972
- « Місто Кемь. Перший сніг», 1974
- «Карелія. Початок зими », 1973
- «Біла ніч в Карелії », 1974
- «Карельске літо», 1977
- «Лісові будні »
- «Лісові майстри »
- «Лісопункт Юма в Карелії»
- «Весна в Карелії », 1975
- «Устя річки Волхов », 1975
- «Місто Кемь. Прихід зими», 1978
- «Полудень», 1980
- «Сонце восени », 1982
- «Місто Кемь. Стара церква », 1982
- «Село Сумпосад. Карелія », 1983
- «Північна весна », 1984
- «Сонячний день в Кемі », 1985
- «Ліс біля річки », 1986
- «Суботній день. Карелія », 1992
- «Весна в Карелії », 1995
- «Квіти в полі », 1998